# Aguilar de Segarra (kommun)
Aguilar de Segarra är en kommun i Spanien.   Den ligger i provinsen Província de Barcelona och regionen Katalonien, i den östra delen av landet, 500 km öster om huvudstaden Madrid. Antalet invånare är 250. Arean är 42 kvadratkilometer. Aguilar de Segarra gränsar till Castellfollit del Boix, Fonollosa, Els Prats de Rei, Rubió, Sant Mateu de Bages, Sant Pere Sallavinera och Rajadell. 
Terrängen i Aguilar de Segarra är kuperad åt nordost, men åt sydväst är den platt.